# سامانثا روبسون
سامانثا روبسون (بالإنجليزية: Samantha Robson)‏ هي ممثلة بريطانية، ولدت في 22 مارس 1966.

## وصلات خارجية
- سامانثا روبسون على موقع IMDb (الإنجليزية)
- سامانثا روبسون على موقع قاعدة بيانات الفيلم (الإنجليزية)